# Kakunyu
Kakunyu è una circoscrizione rurale (rural ward) della Tanzania situata nel distretto di Missenyi, regione del Kagera. Conta una popolazione di 20 133 abitanti (censimento 2012).